# 로버트 딕슨
로버트 맬컴 워드 "밥" 딕슨(영어: Robert Malcolm Ward "Bob" Dixon. 1939년 1월 25일 영국 글로스터 출생)은 퀸즐랜드의 제임스쿡 대학교(James Cook University)의 예술, 사회, 교육 대학 및 케언즈 연구소의 언어학 교수이다.
파마늉아어족이 실제 공통 조상에서 분화된 하나의 어족이 아니라 근처에 살던 언어들이 서로 영향을 받아 비슷해진 언어연합이라고 주장한다.
언어가 "교착어 -> 굴절어 -> 고립어 -> 교착어" 순서로 순환해서 진화한다는 언어 순환 진화 가설(cyclical evolution)을 주장한다. 이 가설에는 포합어가 빠져있지만, 문법의 형태소가 점점 단순해져서 교착어가 굴절어가 되고, 굴절어가 고립어가 되는 것이므로, 고립어 앞에 포합어가 있었다고 추측할 수 있다. 포합어는 나바호어, 이누이트어, 나와틀어, 마야어, 아이마라어, 마오리어, 그린란드어 등 원주민들이 쓰는 언어가 많다. 나바호어 정도나 듀오링고에서 학습할 수 있지, 나머지 포합어들은 로제타스톤을 제외하면 학습할 방법도 없다.
대표적인 사례가 굴절어에서 고립어가 된 영어가 있다. 중국어는 고립어이지만 복수형(们), 완료(了) 등에서 교착어적 특성이 나타나고 있다. 교착어인 한국어도 일부 구문에서 굴절어적 특성이 나타난다. 중세 한국어까지 의존명사 구문이었던 'ᄃᆞ'는 현재 'ㄴ데'라는 어미가 되었다. 여러 어미의 연결인 '-ᄉᆞᆸ- + -ᄂᆞ- + -ᅌᅵ- + -다'는 현재에는 '-습니다'라는 하나의 어미로 합쳐졌다.

## 같이 보기
- 분석어
- 언어 연합
- 파마늉아 어족